# ガウスベルク山
ガウスベルク山（ガウスベルクさん、Gaussberg）、ないし、ガウス山（ガウスさん、英語: Mount Gauss）は、南極大陸のヴィルヘルム2世ランド、ポサドフスキー氷河のすぐ西側に位置しデービス海に臨む、標高 370メートル (1,214 ft)の死火山の円錐丘。インド洋のケルゲレン諸島から南極大陸に至るケルゲレン・ガウスベルク海嶺の南端に位置している。
1902年2月、エーリッヒ・フォン・ドリガルスキーが率いたドイツの南極探検隊が発見し、彼らの船ガウス号に因んだものであるが、その船名は、カール・フリードリヒ・ガウスを称えて命名したものであった。
半深成岩であるランプロアイトから成る円錐丘にはクレーターはなく、かつてはずっと大きかった火山が侵食によって失われた残丘と考えられており、元の火山は、5.6万年ほど前に氷河の下で生じた噴火によって形成されたものとされている。
白榴石（リューサイト）粗面岩の一種であるガウスベルク岩は、この山の名から命名されたものである。